# Jam Petrochemical Company
Die Jam Petrochemical Company (persisch شرکت پتروشیمی جم) ist ein iranisches petrochemisches Unternehmen mit Sitz in Assaluyeh in der Provinz Bushehr, das im Jahr 2000 gegründet wurde. Der Umsatz beläuft sich aktuell (Stand 2024) auf ca. 550 Mio. USD, die Mitarbeiterzahl wird mit 550 angegeben.

## Geschichte
Die Jam Petrochemical Company (JPC) wurde im Jahr 2000 im Rahmen der nationalen Strategie Irans zur Förderung der petrochemischen Industrie und zur Nutzung der Ressourcen des South-Pars-Gasfeldes gegründet. Das Unternehmen befindet sich auf einem 77 Hektar großen Gelände in der Pars-Sonderwirtschaftszone für Energie in Assaluyeh, Provinz Bushehr. JPC wurde im Rahmen des dritten wirtschaftlichen Entwicklungsplans Irans gegründet, zur optimalen Nutzung des wirtschaftlichen Potenzials der South-Pars-Gasressourcen. Bekannt als das Projekt „Olefins 10“ im Rahmen der nationalen iranischen Petrochemiegesellschaft profitiert JPC von der Nähe zu wesentlichen Ressourcen wie Rohstoffen, Treibstoff und Infrastrukturen wie Häfen und Straßen; dies unterstützt die Rolle des Unternehmens auf nationalen und internationalen Märkten und fördert Irans Übergang zu einer exportorientierten, nicht-ölbasierten Wirtschaft.

## Einheiten und Produkte
Der Produktionskomplex von JPC besteht aus spezialisierten Einheiten, die eine vielfältige Palette petrochemischer Produkte herstellen. Zu den wichtigsten Einheiten gehören die Olefin-, Hochdichte-Polyethylen- (HDPE), lineare Niederdichte-Polyethylen- (LLDPE), Butadien- und Buten-1-Einheiten. Diese Anlagen machen JPC zu einem der weltweit größten Olefinproduzenten und zu einem bedeutenden Anbieter von Polymerprodukten im Iran. Das Produktportfolio des Unternehmens umfasst verschiedene Polyethylen-Qualitäten und andere petrochemische Derivate, die für die Märkte im Nahen Osten und darüber hinaus bestimmt sind.

## Sanktionen
Im Juli 2022 wurde die Jam Petrochemical Company vom US-Finanzministerium sanktioniert. Diese Maßnahme zielte darauf ab, den Export iranischer petrochemischer Produkte einzuschränken.